# 纽约四季酒店
纽约四季酒店（Four Seasons Hotel New York）是位于美国纽约市的一家高档宾馆。泰·华纳联体包房的报价为一夜41,836美元，在“全世界最昂贵的宾馆套房”排名中位列第三。
高达682英尺（208），共52层，纽约四季酒店是纽约市最高、全美第三高、世界第21高的宾馆。